# Čagatajština
Čagatajština (čagatajsky جغتای – Jaĝatāy, turecky Çağatay, ujgursky چاغاتاي‎ – Chaghatay‎, uzbecky ﭼﯩﻐﻪتاي – Chag'atoy) je turkický mrtvý jazyk, kdysi rozšířený ve Střední Asii, kde se zachoval až do 20. století. Používali ho i mughalští vládci z Indie.
Název jazyka je odvozen od jména Čingischánova druhého syna Čagataje a jeho vlastní říše – Čagatajského chanátu.

## Příklady

### Číslovky
| Čagatajsky | Česky |
| bir        | jeden |
| ikki       | dva   |
| üč         | tři   |
| tört       | čtyři |
| beš        | pět   |
| altï       | šest  |
| yetti      | sedm  |
| sekkiz     | osm   |
| toqquz     | devět |
| on         | deset |